# Эскадренные миноносцы проекта 45
Эскадренные миноносцы проекта 45, известные также как тип «Опытный» — корабль типа эскадренные миноносцы, построенный для Советского Военно-Морского Флота в 1940-х годах. Проект 45 должен был стать усовершенствованием проекта 7, но из-за выявленного ряда недостатков, строительство ограничилось только экспериментальным кораблём — головной корабль «Опытный».

## История
В 1934 году по инициативе начальника Центрального конструкторского бюро спецсудостроения (ЦКБС-1) В. Л. Бжезинского был разработан эскизный проект экспериментального эскадренного миноносца с котлотурбинной установкой (КТУ), работающей на паре повышенных параметров.
Идея применения такой КТУ возникла у Бжезинского в результате изучения опыта немецких конструкторов во время командировок в Германию в 1930—1932 годах. Связанные ограничениями Версаля, немцы вынуждены были для соблюдения договорного предела водоизмещения своих кораблей искать способы радикального снижения относительной массы КТУ. Они продвигались в направлении создания мощных и компактных турбинных агрегатов, рассчитанных на питание от полупрямоточных котлов системы Вагнера. В СССР над прямоточными котлами работал известный теплотехник профессор Леонид Константинович Рамзин. Таким образом, механическую установку экспериментального эсминца ЦКБС-1 проектировало под корабельные котлы именно этой системы. Так, в частности, котлы системы Рамзина выдавали давление пара в 75 атмосфер, когда как котлы эсминцев проекта 7 — всего 26—27 атмосфер.
Полученный в результате применения новой энергетики выигрыш в водоизмещении было решено использовать на усиление вооружения. Если в первоначальном предложении ЦКБС-1 артиллерия и торпедное вооружение корабля повторяли вооружение серийных эсминцев проекта 7, то в 1935 году на чертежах появляются две башенные установки с двумя 130-мм орудиями в каждой. Необходимость защиты расчетов артустановок и торпедных аппаратов от осколков снарядов и воздействия волн и брызг была очевидна как для моряков, так и для конструкторов: обслуживание артиллерии и торпедного оружия на узкой качающейся палубе при сильном встречном ветре (15—20 метров в секунду) требовало особого мастерства и сопровождалось значительными трудностями.
Первыми шаг в этом направлении сделали японские кораблестроители — на эсминцах типа «Фубуки» (яп. 吹雪, англ. Fubuki). Они разместили главный калибр артиллерийского комплекса, состоящий из шести 127-мм орудий, в защищенных противоосколочной броней башенных установках (включая легкое бронирование боевой рубки и постов управления торпедной стрельбой). Японцы достигли желаемого сочетания мощного артиллерийского и торпедного вооружения и достаточной защиты, принеся в жертву высокую скорость хода (проектная скорость полного хода «Фубуки» была ограничена 34 узлами). Появление новых японских эсминцев (весной 1928 года первым эсминцем такого рода, появившемся в строю, стал «Хатзуюки» (англ. Hatzuyki)) не ускользнуло от внимания других стран.
Поэтому в ЦКБС-1 было принято решение использовать экономию водоизмещения советского экспериментального эсминца для апробации башенной артиллерии главного калибра. Специально для этого Артиллерийский научно-исследовательский морской институт (АНИМИ) выдал промышленности ТТЗ на проектирование башенной установки Б-31 с двумя 130-мм орудиями. Корабль предполагалось вооружить тремя такими установками — одной на полубаке и двумя в корме (в отличие от линейно-возвышенной схемы размещения башен в носу). Также, вместо трёхтрубных торпедных аппаратов, используемых на кораблях проекта 7, на новом «проекте 45» экспериментального эскадренного миноносца было принято решение установить два пятитрубных. Так как занимаемый ими объём и увеличение массы корабля перекрыли практически все свободные резервы, зенитное вооружение ограничили двумя 45-мм орудиями.
И хотя в проекте предлагались многие передовые технические решения (большой объём сварки корпусных конструкций, электроэнергетическая установка на переменном токе, высокооборотные вспомогательные турбинные механизмы), эсминец «Серго Орджоникидзе» до начала войны так и не вошел в состав флота, а установленное на нём вооружение практически ничем не отличалось от проекта 7.

## Тактико-технические характеристики

### Энергетическая установка
Для снижения удельной ГЭУ и достижения проектной скорости в 42,0 узла, была спроектирована котлотурбинная установка на высоких параметрах пара, достигаемых благодаря использованию прямоточных котлов системы профессора Л. К. Рамзина.
К началу 40-х годов XX века аналогичные котлы успешно эксплуатировались
в стационарных условиях, но работа при переменных нагрузках требовала применения
системы автоматического управления. Было решено закупить приборы за рубежом.
В результате, неработоспособность приборов автоматики, закупленных в Германии, и задержка создания отечественной аппаратуры привели к тому, что к началу войны ГЭУ так и не была отлажена.

### Вооружение
Уменьшение удельной массы ГЭУ позволяло ощутимо усилить вооружение эсминцев проекта 45, по сравнению с вооружением проекта 7. Согласно данным проекта, на корабле должны были быть установлены двухорудийные башни Б-31 по схеме 1 х 2 + 2 х 2 (то есть две башни на корме, одна — на носу). Аналогичная схема размещения была реализована на японских эсминцах типа «Фубуки». Однако разработка Б-31 так и не вышла из стадии эскизного проектирования.
По проекту, вооружение корабля должны были составить:
- Главный калибр: двухорудийные башни 130-мм пушки Б-31;
- Одна 45-мм автоматическая пушка;
- Два 12,7-мм пулемёта.

Фактически же, на «Опытном» установили:
- Главный калибр: Три серийные одноорудийные 130-мм корабельные пушки «Б-13» (образца 1935 года)[7];
- Четыре 45-мм полуавтоматических пушки 21-К[8];
- Три 37-мм автоматических пушки 70-К[9];
- Три 12,7-мм пулемёта: Два одноствольных и один двуствольный.

Помимо это на борту были установлены два четырёхствольных 533-мм торпедных аппарата и два бомбосбрасывателя, под имевшиеся на борту 60 мин КБ.